# Mengen, Đức
Mengen là một thị trấn thuộc huyện Sigmaringen, bang Baden-Württemberg, Đức. Nơi đây nằm cách Sigmaringen 9 km về phía đông nam.